# Plaça d'en Clos
La Plaça d'en Clos és una plaça pública de Ripollet (Vallés Occidental) inclosa a l'Inventari del Patrimoni Arquitectònic de Catalunya.

## Descripció
Per la distribució dels edificis que actualment envolten la plaça notem la tipologia originària de les cases que la conformen, típiques cases de poble: planta baixa i un pis, amb teulades a dues vessants de teules àrabs i carener perpendicular o paral·lel a la façana. Les cases conservades moltes han estat recuperades i reformades, tot mantenint elements estructurals originals. Una de les primigènies (segle XVII) és el Casal del Clos (entrant a la plaça pel carrer de les Afores, a mà dreta), actualment es desús.

## Història
Segons el seguiment del desenvolupament urbà i poblament de la vila de Ripollet, es pot deduir que la plaça d'en Clos fou anomenada originària com plaça de la Salut -segurament perquè d'ella surt el carrer Verge de la Salut-. L'any 1877 ja se la coneix com a plaça d'en Clos, nom segurament donat a partir del casal d'en Clos encara conservat en aquest indret. L'any 1931 rep el nom de plaça de Francesc Macià. De nou, a partir del 1939, torna a anomenar-se plaça d'en Clos, fins ara. Dins del nucli històric es troba a la part nord de l'església parroquial. Les seves diferents denominacions sempre eren sotmeses a unes situacions polítiques concretes.